# Mélinda Jacques-Szabo
Mélinda Jacques-Szabo, née Szabó Melinda le 13 octobre 1971 à Karcag en Hongrie, est une joueuse de handball hongroise naturalisée française, évoluant au poste d'arrière droite.
Elle est la femme de l'ancien international Pascal Jacques, avec lequel elle donne naissance à Emma, également internationale française.

## Biographie

### L'émergence en Hongrie
Melinda Szabó commence le handball à Eger. À la fin des années 1980, c'est avec le Győri Richards puis le Secotex Szeged qu'elle est révélée et en juin 1988, à seulement 17 ans, elle connait sa première sélection avec l'équipe nationale hongroise, le sélectionneur István Szabó tentant de rajeunir l'équipe qui ne s'était pas qualifiée aux Jeux olympiques de Séoul.
Elle continue sa progression, terminant huitième meilleure marqueuse du Championnat de Hongrie 88/89 (hu) avec le Győri Richards puis cinquième en 1990-1991 (hu) avec le Secotex Szeged. En 1991, elle rejoint alors le Vasas SC Budapest avec lequel elle remporte le Championnat de Hongrie en 1992 et 1993, s'inclinant les mêmes années en finale de la Coupe de Hongrie. Avec le Vasas, elle est également finaliste de la Ligue des champions (C1) en 1994 puis de la Coupe des Villes (C4) en 1995.
Avec la Hongrie, elle participe au championnat du monde 1993, terminé à la 7e place.
Entre-temps, elle s'est mariée et est alors appelée Tóthné Szabó Melinda. Sa première fille, Lilla, naît en février 1995, ce qui lui laisse alors 10 mois pour se préparer pour le championnat du monde en Hongrie et Autriche. Mais elle ne sera finalement pas retenue ni pour ce mondial (où la Hongrie remportera l'argent) ni pour les JO d'Atlanta (où la Hongrie remportera le bronze). Si elle participe au championnat du monde 1997, Melinda et les Hongroises sont éliminées en huitièmes de finale. En mai 1998, elle joue son dernier sous un maillot hongrois lors d'un match de qualification contre les Allemandes.

### La confirmation en France
En 1998, elle commence une nouvelle vie : elle divorce et choisit de quitter son pays pour rejoindre la France, acceptant l'offre de Metz.
Elle obtient la nationalité française le 27 juillet 2000 dans le but de participer avec l'Équipe de France aux Jeux olympiques de 2000 de Sydney. Malheureusement, elle doit renoncer à la dernière minute à cause d'une blessure à la cuisse,, mettant à mal la stratégie d'Olivier Krumbholz qui pensait ainsi être « renforcé par une joueuse majeure sur un poste où on était faible. ».
La première compétition officielle de Melinda Szabo sous le maillot bleu est alors le Championnat d'Europe 2000 où Melinda est élue meilleure arrière droite de la compétition et où la France atteint la cinquième place. Pourtant, en janvier 2001, elle envisage de mettre un terme à sa carrière à seulement 29 ans.
À Metz, elle rencontre Pascal Jacques, ancien international français et ancien joueur de l'OM Vitrolles, qu'elle épouse, donnant naissance à leur fille Emma Jacques en novembre 2001.
De retour sous le maillot bleu, elle obtient une médaille de bronze au Championnat d'Europe 2002 puis devient Championne du monde 2003 en Croatie après une finale exceptionnelle face à la Hongrie en finale après prolongation. Elle participe enfin aux Jeux olympiques à Athènes en 2004, compétition dont elle dispute les demi-finales, échouant face aux Coréennes, puis perdant la médaille de bronze face à l'Ukraine.

### L'après carrière
Peu de temps après cette compétition, elle annonce sa retraite sportive, étant à 33 ans enceinte de son troisième enfant. Elle vit alors à La Réunion, évoluant notamment un certain temps dans le club amateur du Tampon.
On lui propose alors de travailler dans une crèche avec des enfants. Par la suite, elle parvient à obtenir un diplôme par validation des acquis d'expérience et intègre le pôle mère-enfant qui vient d'ouvrir à La Réunion.
En 2018, elle revient en Métropole pour accompagner Wilson, son fils basketteur (2,11 m à 15 ans), qui intègre alors le Pôle Espoirs de Wattignies. Elle est alors recrutée comme auxiliaire de puériculture, en réanimation pédiatrique à l’hôpital Jeanne-de-Flandre du CHU de Lille. Au début de la saison 2019-2020, elle rejoint le Saint-Amand Handball, d'abord comme entraîneur de l'équipe 2 des moins de 15 ans filles puis, rapidement, comme adjointe de Florence Sauval en D2. Mais la pandémie de Covid-19 arrive en France et bouleverse la fin de saison : toutes les compétitions sont arrêtées et Melinda Jacques-Szabo se retrouve sur le front du Covid-19,,.
Néanmoins, le club nordiste est promu en D1 et en octobre, elle retourne, seize ans après la fin de sa carrière, à Metz, club où évolue désormais sa fille Emma Jacques sur ce même poste d'arrière droite.

## Palmarès

### Club
compétitions nationales
- finaliste de la Ligue des champions (C1) en 1994 (avec Vasas SC)
- finaliste de la Coupe des Villes (C4) en 1995(avec Vasas SC)
- demi-finaliste de la coupe des vainqueurs de coupe (C2) en 1999 et 2004 (avec ASPTT Metz)

compétitions nationales
- Vainqueur du Championnat de Hongrie (2) en 1992 et 1993 (avec Vasas SC)
- Finaliste de la Coupe de Hongrie en 1992 et 1993 (avec Vasas SC)
- Vainqueur du Championnat de France (4) en 1999, 2000, 2002 et 2004 (avec ASPTT Metz)
- vainqueur de la coupe de France en 1999 (avec ASPTT Metz)

### Sélection nationale
Championnats du monde
- 7e place au championnat du monde 1993 avec  Hongrie
- 9e place au championnat du monde 1997 avec  Hongrie
- vainqueur du championnat du monde 2003

Championnats d'Europe
- 5e place du championnat d'Europe 2000
- troisième du championnat d'Europe 2002

Jeux olympiques
- 4e place aux Jeux olympiques de 2004 d'Athènes[12]

### Distinction personnelle
- Élue meilleure arrière droite du Championnat d'Europe 2000